# Гай Фурий Пацил (консул, 251 г. пр.н.е.)
Вижте пояснителната страница за други значения на Гай Фурий Пацил.
Гай Фурий Пацил (на латински: Caius Furius Pacilus) e политик на Римската република през 3 век пр.н.е. Произлиза от фамилията Фурии.
През 251 пр.н.е. Пацил е избран за консул заедно с Луций Цецилий Метел и участва в първата пуническа война. Той се бие в Сицилия с Асдрубал (син на генерал Хано).